# جيرد ويبر
جيرد ويبر (بالألمانية: Gerd Weber)‏ (31 مايو 1956 درسدن ألمانيا - ) هو لاعب كرة قدم ألماني يلعب كلاعب وسط، شارك في الألعاب الأولمبية الصيفية 1976.

## وصلات خارجية
جيرد ويبر على موقع الاتحاد الدولي (مؤرشف)  (الإنجليزية)
- جيرد ويبر على موقع الاتحاد الأوربي (الإنجليزية)
- جيرد ويبر على موقع قاعدة بيانات كرة القدم.إي يو (الإنجليزية)
- جيرد ويبر على موقع بيانات كرة القدم. دي إي (الألمانية)
- جيرد ويبر على موقع ناشيونال فوتبول تيمز (الإنجليزية)
- جيرد ويبر على موقع عالم كرة القدم.نت (الإنجليزية)
- جيرد ويبر على موقع أوليمبيديا (الإنجليزية)